# Cunewalde
Cunewalde (alt sòrab: Kumwałd) és un municipi alemany que pertany a l'estat de Saxònia. Es pot trobar a la muntanyes de Lusàcia entre les ciutats de Bautzen i Löbau en una vall entre els turons de la Czorneboh, l'Hromadik i el Bieleboh, 499 m sobre el nivell del mar.

## Nuclis de població
- Albert-Schweitzer-Siedlung
- Bärhäuser
- Cunewalde
- Frühlingsberg
- Halbau
- Klipphausen
- Neudorf
- Schönberg (Jasna Hora)
- Weigsdorf-Köblitz (Wuhančicy-Koblica)
- Zieglertal